# Vito Paredes
Vito Paredes (La Paz, Bolivia; 9 de agosto de 1982) es un vocalista, bajista y compositor boliviano, miembro de la banda de folk metal y metal industrial, Alcoholika. Ha trabajado en proyectos musicales relacionados con el trash metal, entre ellos los grupos Svasthika y Elloko, junto a su hermano Viko Paredes, aunque su principal proyecto es Alcoholika con quienes ha grabado álbumes como Delithium. También ha trabajado en un proyecto secundario llamado Soulfreak en el cual todas las composiciones son de su autoría.

## Biografía
Es hermano de Viko Paredes e hijo de Víctor Paredes (Vico Vega) y Magaly Valda, e inició su carrera musical a la edad de 8 Años en el Conservatorio Nacional de Música de Bolivia.
En el año 1996, a la edad de 16 años, entró a formar parte de la banda Alcoholika tocando los Teclados, Samplers y lanzando secuencias. El primer evento de su carrera con el grupo fue en el ExploRock del Colegio Franco Boliviano y a partir de este punto formó parte de la grabación del disco La Christo ejecutando la percusión en la canción Dichtomy.
En 1998 se formó la agrupación de Metal Extremo Svasthika conformada por Vito Paredes (bajo y voz), Viko Paredes (guitarra y voz) y Christian Paredes (batería y voz); su primer disco sería lanzado en 1999.
En el año 1999 da inicio la grabación del disco Toxicnology donde además de grabar los teclados también grabaría la voz para canciones como Toxicnology o La Bestia entre otras. Composiciones como Ettiene, WitchCraft y Depression formarían parte de este álbum.
En el 2000 se formó la agrupación Elloko como un proyecto experimental fusionando flamenco con metal, voces guturales y melódicas, este grupo estaría formado por Vito Paredes (Voz) Viko Paredes (guitarra) MAx Equivar (bajo) y Sergio Soria Galbarro (Batería).
En el año 2002 pasaría a tocar el Bajo en la formación de Alcoholika dejando el teclado a Masaru Watanabe, el mismo que se encargaría de las secuencias y samplers.

## Ideología política y crítica social

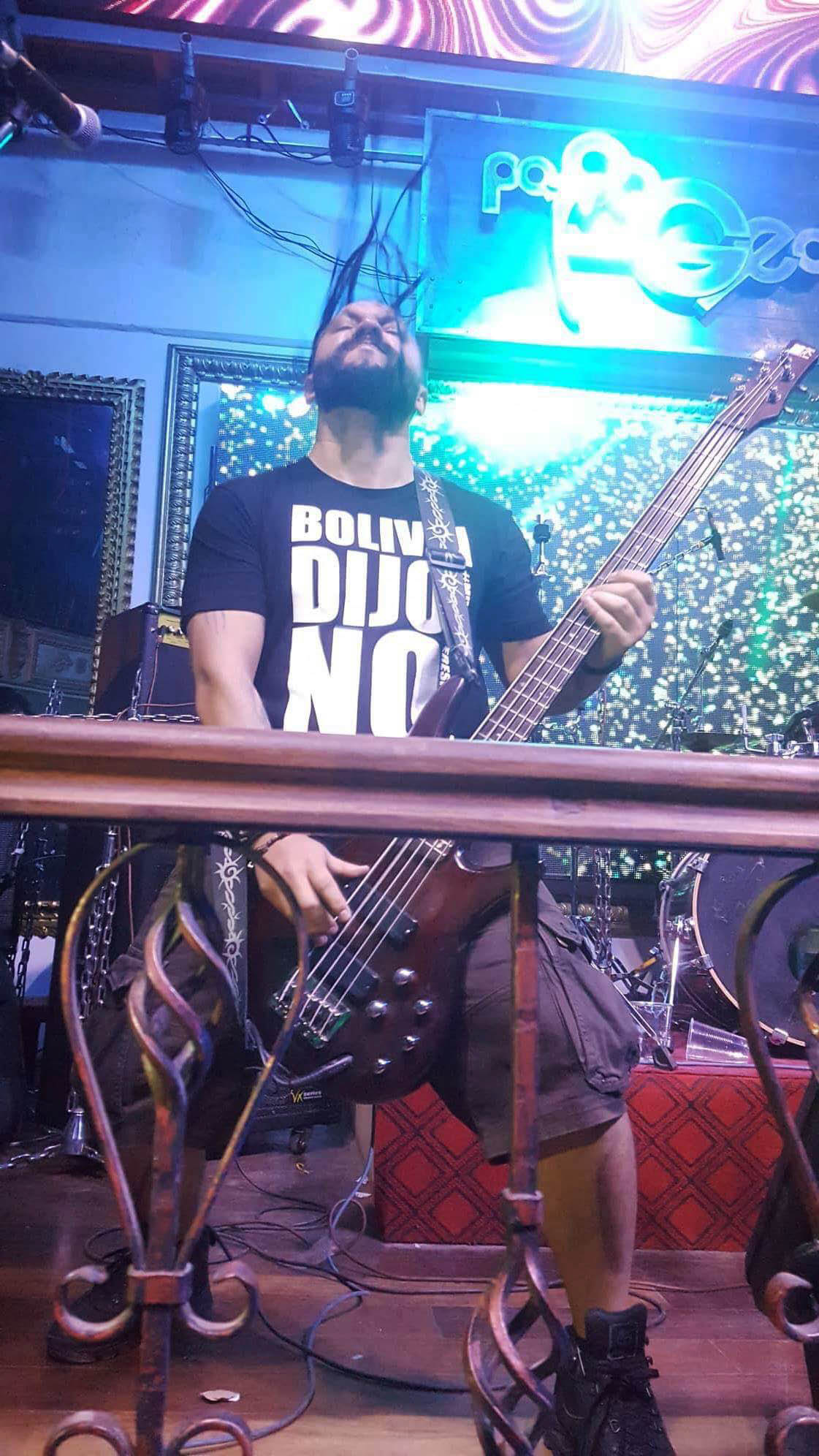
Vito Paredes en PaPaGeorge ciudad de Sucre 2018 - Bolivia dijo No

En agosto de 2018 se manifestó en contra de la reelección de Evo Morales en la gira por las ciudades de Potosí, Sucre y La Paz en Bolivia, donde utilizó una camiseta que decía al frente «Bolivia Dijo No» y por la parte de atrás «La voz del Pueblo es la voz de Dios».

## Discografía

### Alcoholika
- La Christo (1998)
- Toxicnology (2001) Versión completa
- Nación Alcoholika (2007)
- Santificato (2008)
- Delithium (2017)

### Svasthika
- Svasthika (1999)
- El Cartel del Diablo (2015)

### ElLoko
- Elloko (2000)

## Colaboraciones con otras bandas
- 2007: (Querembas) Manicomio  - Voz en los coros del tema "Poseída por un novio muerto"
- 2007: (Querembas) Manicomio  - Voz en los coros del tema "La salida"

#### En línea
- Paredes, Vito (11 de marzo de 2011). «Nota con Vito Paredes de Alcoholika». Consultado el 24 de abril de 2018.

- Datos: Q52159198
- Multimedia: Vito Paredes / Q52159198